# Грегори ван дер Вил
Грегори ван дер Вил (хол. Gregory van der Wiel; Амстердам, 3. фебруар 1988) је холандски бивши фудбалер.

## Каријера
Ван дер Вил фудбалску каријеру започиње у младом тиму Ајакса 1996. године. Шест година касније одлази у ФК Харлем, али се након три године поново враћа у Ајакс.
За први тим Ајакса дебитовао је у гостујућој утакмици против ФК Твенте, 11. марта 2007. Те сезоне одиграо је још три утакмице и освојио Суперкуп Холандије победивши ПСВ Ајндховен резултатом 1-0.
Свој први погодак постигао је 1. марта 2009. у деветом минуту у утакмици против Утрехта. Његови наступи са првим тимом оставили су такав утисак да је са Ајаксом продужио уговор до 2011 и 2013. Почетком сезоне 2009/10, вођен тренером Марк ван Бастеном, имао је сигурно место у првом тиму. Крајем те сезоне освојио је Ајаксову награду за таленат године, а крајем наредне награду за Најбољег младог талента.

## Репрезентација
На пријатељској утакмици против Туниса, 11. фебруара 2009, дебитује заменивши у 84. минуту свог саиграча из Ајакса, Џона Хејтингу. У суботу, 28. марта 2009. одиграо је целу утакмицу за своју репрезентацију која побеђује Шкотску резултатом 3-0. Након тога поново игра свих деведесет минута квалификационој утакмици за Светско првенство против Македоније 1. априла 2009.
Дана 27. маја 2010. холандски селектор Берт ван Марвејк објавио је коначан списак играча који учествују на Светском првенству 2010. Ван дер Вил игра у стартној постави на прва два меча против Данске и Јапана.
| #   | Датум      | Утакмица                         | Резултат | Такмичење                 | Голови |
| --- | ---------- | -------------------------------- | -------- | ------------------------- | ------ |
| 1.  | 11-02-2009 | Тунис - Холандија                | 1-1      | Пријатељска               | 0      |
| 2.  | 28-03-2009 | Холандија - Шкотска              | 3-0      | Квалификације за СП 2010. | 0      |
| 3.  | 01-04-2009 | Холандија - Република Македонија | 4-0      | Квалификације за СП 2010. | 0      |
| 4.  | 05-09-2009 | Холандија - Јапан                | 3-0      | Пријатељска               | 0      |
| 5.  | 09-09-2009 | Шкотска - Холандија              | 0-1      | Квалификације за СП 2010. | 0      |
| 6.  | 14-11-2009 | Парагвај - Холандија             | 0-0      | Пријатељска               | 0      |
| 7.  | 18-11-2009 | Холандија - Парагвај             | 0-0      | Пријатељска               | 0      |
| 8.  | 03-03-2009 | Холандија - Сједињене Државе     | 2-1      | Пријатељска               | 0      |
| 9.  | 01-06-2010 | Холандија - Гана                 | 4-1      | Пријатељска               | 0      |
| 10. | 05-06-2010 | Холандија - Мађарска             | 6-1      | Пријатељска               | 0      |
| 11. | 14-06-2010 | Холандија - Данска               | 2-0      | СП 2010. (Група Е)        | 0      |
| 12. | 19-06-2010 | Холандија - Јапан                | 1-0      | СП 2010. (Група Е)        | 0      |

## Трофеји

### Клупски
Ајакс
- Куп Холандије (2) : 2006/07, 2009/10.
- Суперкуп Холандије (1) : 2007.

Пари Сен Жермен
- Првенство Француске (4) : 2012/13, 2013/14, 2014/15, 2015/16.
- Куп Француске (2) : 2014/15, 2015/16.
- Лига куп Француске (3) : 2013/14, 2014/15, 2015/16.
- Суперкуп Француске (3) : 2013, 2014, 2015.

Торонто
- Канадски шампионат (1) : 2018.
- Лига шампиона (финалиста) : 2018.[8]

### Репрезентативни
Холандија
- Светско првенство (финалиста) : 2010.[9]

### Индивидуални
- Холандски најбољи млади таленат : 2009/10.
- Ајаксов таленат године : 2008/09.